# L'ultimo tentativo
L'ultimo tentativo (Baby the Rain Must Fall) è un film del 1965 diretto da Robert Mulligan.
È un film drammatico statunitense con Steve McQueen, Lee Remick e Don Murray. È basato sul lavoro teatrale del 1954 The Traveling Lady di Horton Foote. McQueen interpreta un irresponsabile cantante rock appena uscito di prigione.

## Produzione
Il film, diretto da Robert Mulligan su una sceneggiatura e un soggetto di Horton Foote (autore del lavoro teatrale), fu prodotto da Alan J. Pakula per la Columbia Pictures Corporation e la Solar Productions e girato in Texas nelle città di Bay City, Columbus e Wharton. Il titolo di lavorazione fu Traveling Lady.

## Distribuzione
Il film fu distribuito con il titolo Baby the Rain Must Fall negli Stati Uniti dal 15 gennaio 1965 (première il 12 gennaio 1965) al cinema dalla Columbia Pictures Corporation.
Alcune delle uscite internazionali sono state:
- in Francia il 21 giugno 1965 (Le sillage de la violence)
- in Germania Ovest il 16 luglio 1965 (Die Lady und der Tramp)
- in Austria nell'agosto del 1965 (Die Lady und der Tramp)
- in Svezia l'11 dicembre 1965
- in Finlandia il 20 maggio 1966 (Polttava maa)
- in Danimarca il 26 maggio 1966 (Giv mig en chance!)
- in Turchia il 26 agosto 1968 (Kaderin oyunu)
- in Polonia (Dziecino, deszcz musi padac e Nie powstrzymasz deszczu)
- in Venezuela (El último intento)
- in Portogallo (Errando pelo Caminho)
- in Spagna (La última tentativa)
- in Brasile (O Gênio do Mal)
- in Italia (L'ultimo tentativo)

## Critica
Secondo il Morandini il film "pur sceneggiato da Horton Foote, autore della commedia all'origine del film, è pieno di buchi come una forma di groviera. La cornice ha una sua triste suggestione, ma il quadro è specioso, non convincente". Secondo Leonard Maltin il film è "sottovalutato". L'interpretazione di Murray risulterebbe ottima.

## Promozione
Le tagline sono:
- "The more he gets into trouble, the more he gets under her skin!".
- "Don't call him no damn good.... not in front of her!".